# Заславский, Александр Михайлович
Александр Михайлович Заславский (англ. Alexander Saslavsky; 8 февраля 1876, Харьков — 3 августа 1924, Сан-Франциско) — русский и американский скрипач и музыкальный педагог.
Учился в Харькове у Константина Горского, затем окончил Венскую консерваторию (1893) по классу Якоба Грюна.
С 1893 г. жил и работал в США. До 1918 г. солист Нью-Йоркского симфонического оркестра, с 1912 г. концертмейстер, в последние годы также помощник дирижёра. Одновременно в 1904—1907 гг. концертмейстер Оркестра Русского симфонического общества Модеста Альтшулера. Выступал также как ансамблист, в том числе в составе фортепианного трио с Паоло Галлико и Хенри Брамсеном, фортепианного квартета с Уинифред Кристи, Мэй Мукле и Ребеккой Кларк, струнного квартета с Виктором Коларом, Джозефом Ди Джанни (альт) и Жаком Ренаром (виолончель).
С 1918 г. в Калифорнии, некоторое время был концертмейстером Лос-Анджелесского филармонического оркестра. Возглавлял несколько любительских оркестров, вёл педагогическую работу.
Интервью с Заславским включено в известный сборник Ф. Г. Мартенса «Скрипичное мастерство» (1919).